# Liste der Monuments historiques in Sainte-Marie-à-Py
Die Liste der Monuments historiques in Sainte-Marie-à-Py führt die Monuments historiques in der französischen Gemeinde Sainte-Marie-à-Py auf.

## Liste der Immobilien
| Bezeichnung                                | Beschreibung | Standort                    | Kennzeichnung | Schutzstatus | Datum | Bild           |
| ------------------------------------------ | --- | --------------------------- | ------------- | ------------ | ----- | -------------- |
| Monument aux Morts des Armées de Champagne | auch Ossuaite de Navarin; 1923/24 erbaut, Bildhauer Maxime Real del Sarte; auch auf dem Gebiet von Souain-Perthes-lès-Hurlus | südöstlich des Ortes (Lage) | PA00132958    | Inscrit      | 1994  | weitere Bilder |